# إليك آلتو
إليك آلتو (بالفنلندية: Alec Aalto) هو دبلوماسي فنلندي، ولد في 24 سبتمبر 1942 في هلسنكي في فنلندا، وتوفي في 24 ديسمبر 2018.